# Paijenborchellina venosa
Paijenborchellina venosa is een mosselkreeftjessoort uit de familie van de Cytheridae. De wetenschappelijke naam van de soort is voor het eerst geldig gepubliceerd in 1979 door Gurney.